# Adiantopsis chlorophylla
Adiantopsis chlorophylla är en kantbräkenväxtart som först beskrevs av Olof Peter Swartz, och fick sitt nu gällande namn av Fée. Adiantopsis chlorophylla ingår i släktet Adiantopsis och familjen Pteridaceae. Inga underarter finns listade.